# Are you ready for my love
Are you ready for my love is een lied van The Star Sisters. Het werd geschreven door Danny en Eddy van Passel en Peter Schön.
Het werd in 1986 in meerdere Europese landen uitgebracht op gewone en maxisingles met respectievelijk twee of drie nummers. In alle gevallen waren de extra nummers geremixte versies van de A-kant.
De single stond in Nederland vier tot vijf weken genoteerd in de Tip 30 en de Tipparade, maar wist niet door te breken naar de hoofdlijsten. In het buitenland bleven hits eveneens uit.